# Alberto Contini
Pour les articles homonymes, voir Contini.
Alberto Contini est un musicien italien. Durant sa carrière musicale, il est guitariste, bassiste ou claviériste du groupe de metal extrême Bulldozer depuis le début des années 1980, et producteur de nombreux morceaux Italo disco et Eurobeat depuis le début des années 1990.

## Biographie
En 1984, Contini fait la rencontre de Bratt Sinclaire, avec qui il s'associera à long terme. Il se joint à Bulldozer la même année, au sein duquel il est bassiste et chanteur sous le nom de A.C. Wild jusqu'en 1992.
En 1990, Contini, par la suite A&R au label Discomagic Records, cofonde le label dance A-Beat C avec Dave Rodgers. Le label signe un gros contrat avec un autre label, Avex Trax et produit un nombre de morceaux pour les artistes J-Euro comme MAX, V6, et la future « reine de la J-pop » Namie Amuro. Il fait sa première apparition dans la série des compilations Super Eurobeat en 1991, dans le 13e volet, avec trois morceaux co-produits par Dave Rodgers. Depuis, il produira dans plusieurs volets comme le 14, 17, 18, 20, 27, 44, 58, 65, 68, 74, 82, 84, 88, 89, 92, 95, 97, 99, 103, 171, 173, dans d'autres compilations Eurobeat et hi-NRG, et dans la série des Super Eurobeat Presents publiée par Avex, comme les séries Maharaja Night, Initial D, et J-Euro' : Ayu-ro Mix, et Hyper Euro MAX et J-Euro Non-Stop Best.
Il rejoint Bulldozer en 2008.